# Zacnik zdobny
Zacnik zdobny, zacnik zielony (Gnorimus nobilis) – gatunek chrząszcza z rodziny poświętnikowatych i podrodziny kruszczycowatych. Zamieszkuje Europę i Azję Mniejszą. Gatunek saproksyliczny; pędraki rozwijają się w próchnowiskach.  Osobniki dorosłe żerują na pyłku kwiatowym.

## Taksonomia

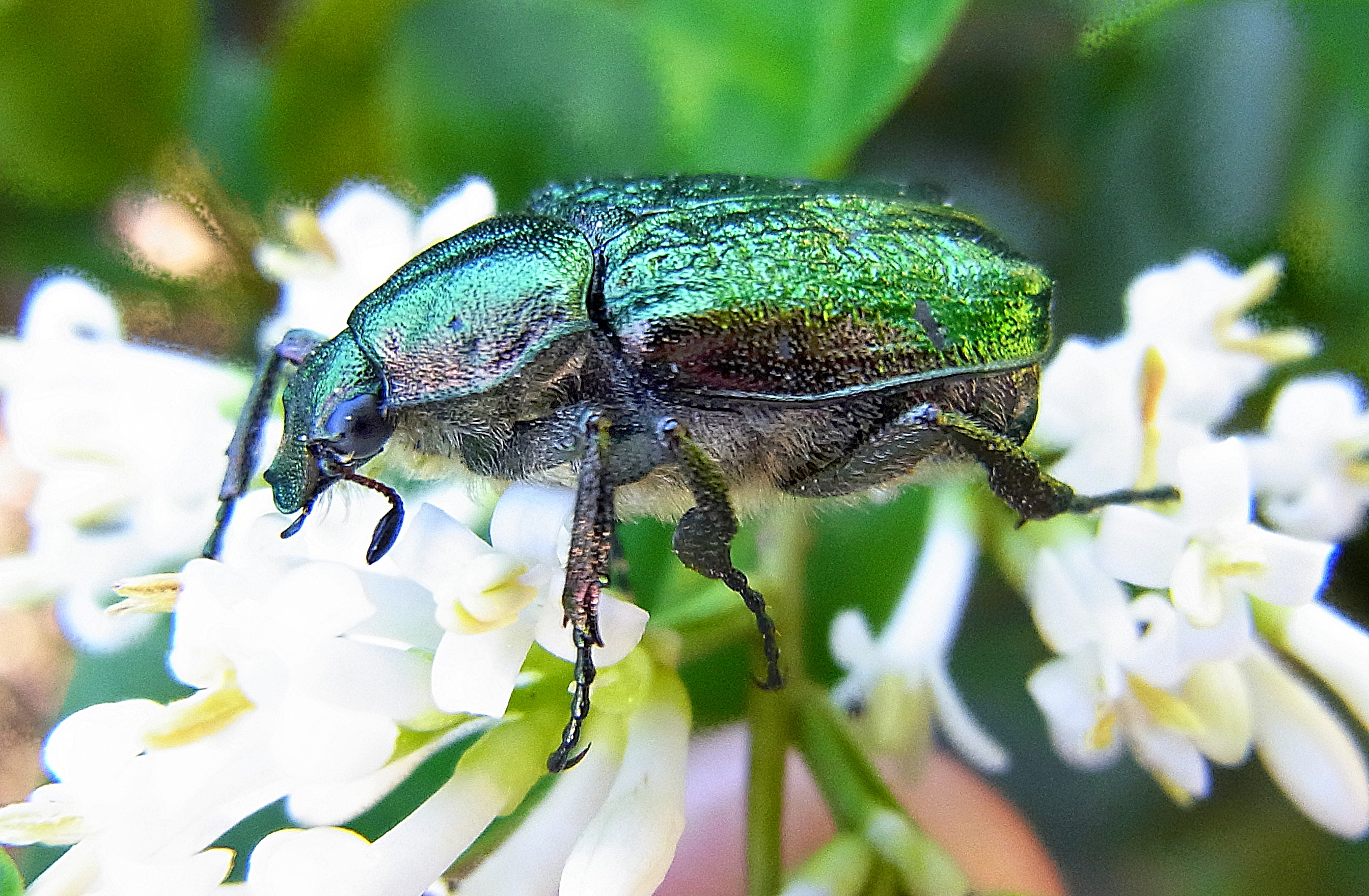
Imago na kwiecie; widok z boku

Gatunek ten opisany został po raz pierwszy w 1758 roku przez Karola Linneusza na łamach dziesiątego wydania Systema Naturae pod nazwą Scarabaeus nobilis. W 1828 roku Amédée Louis Michel Lepeletier i Jean Guillaume Audinet-Serville umieścili go w rodzaju Gnorimus. Stanowi on jego gatunek typowy.
W obrębie tego gatunku wyróżnia się trzy podgatunki:
- Gnorimus nobilis bolshakovi (Gusakov, 2002)
- Gnorimus nobilis macedonicus Baraud, 1992
- Gnorimus nobilis nobilis (Linnaeus, 1758)

## Morfologia

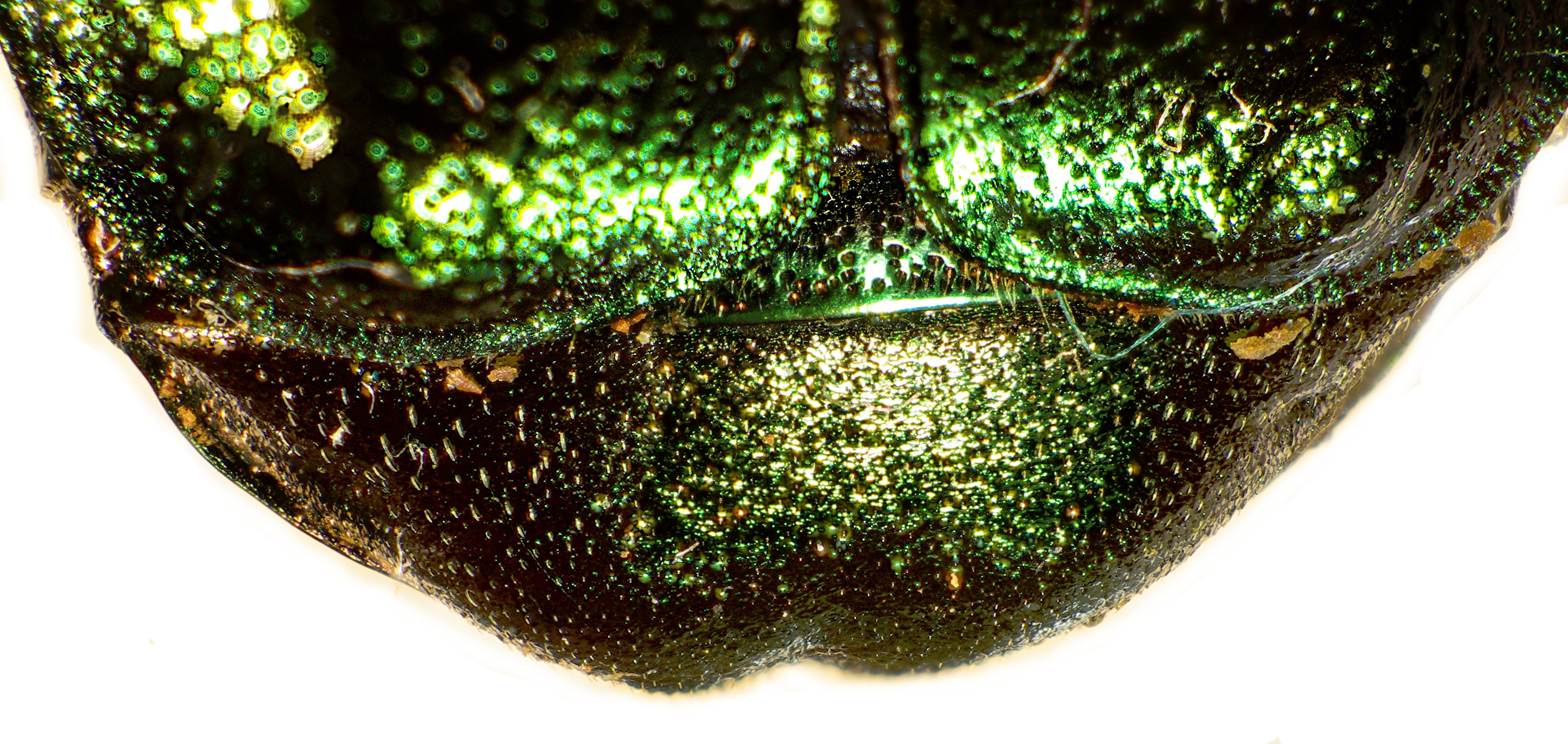
Pygidium samicy

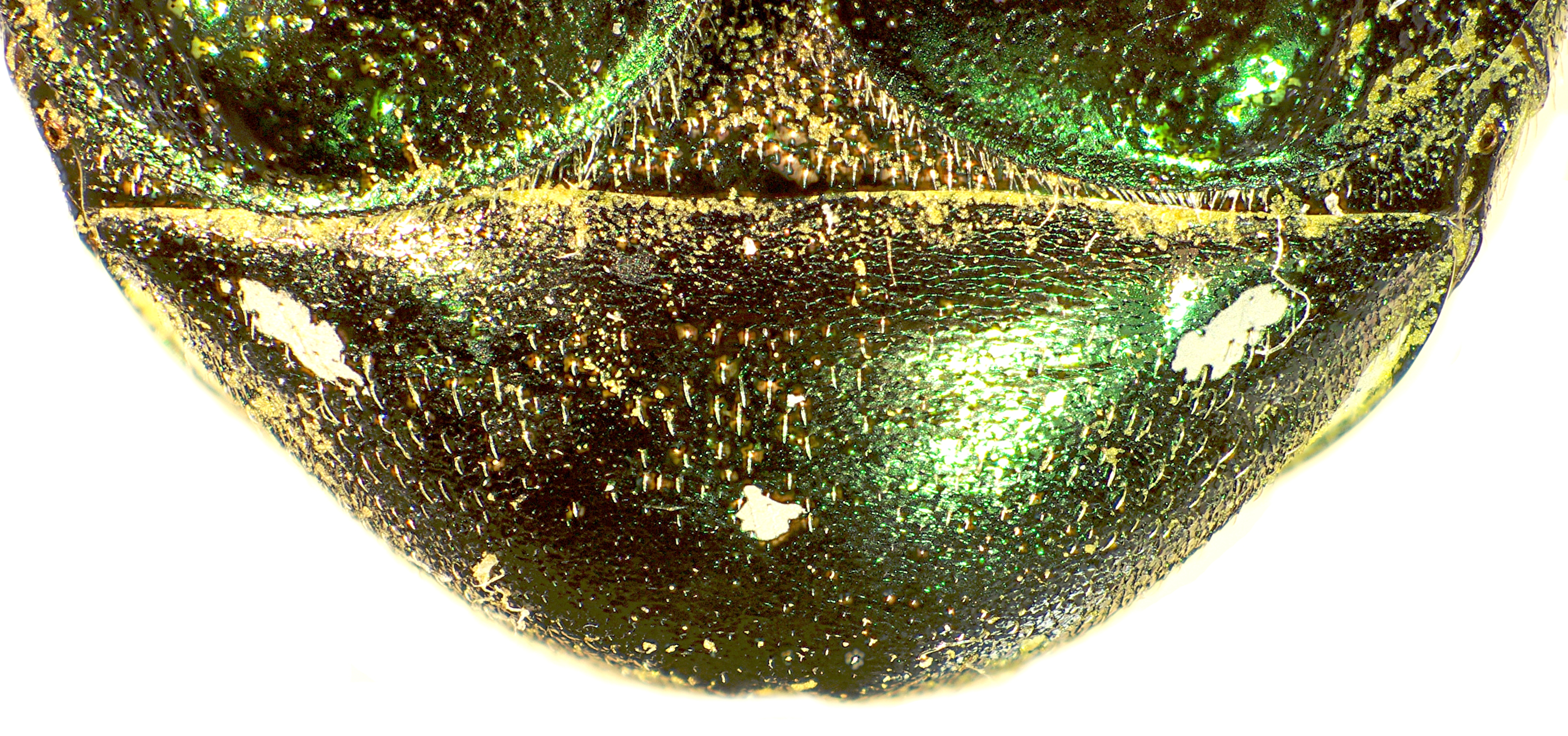
Pygidium samca

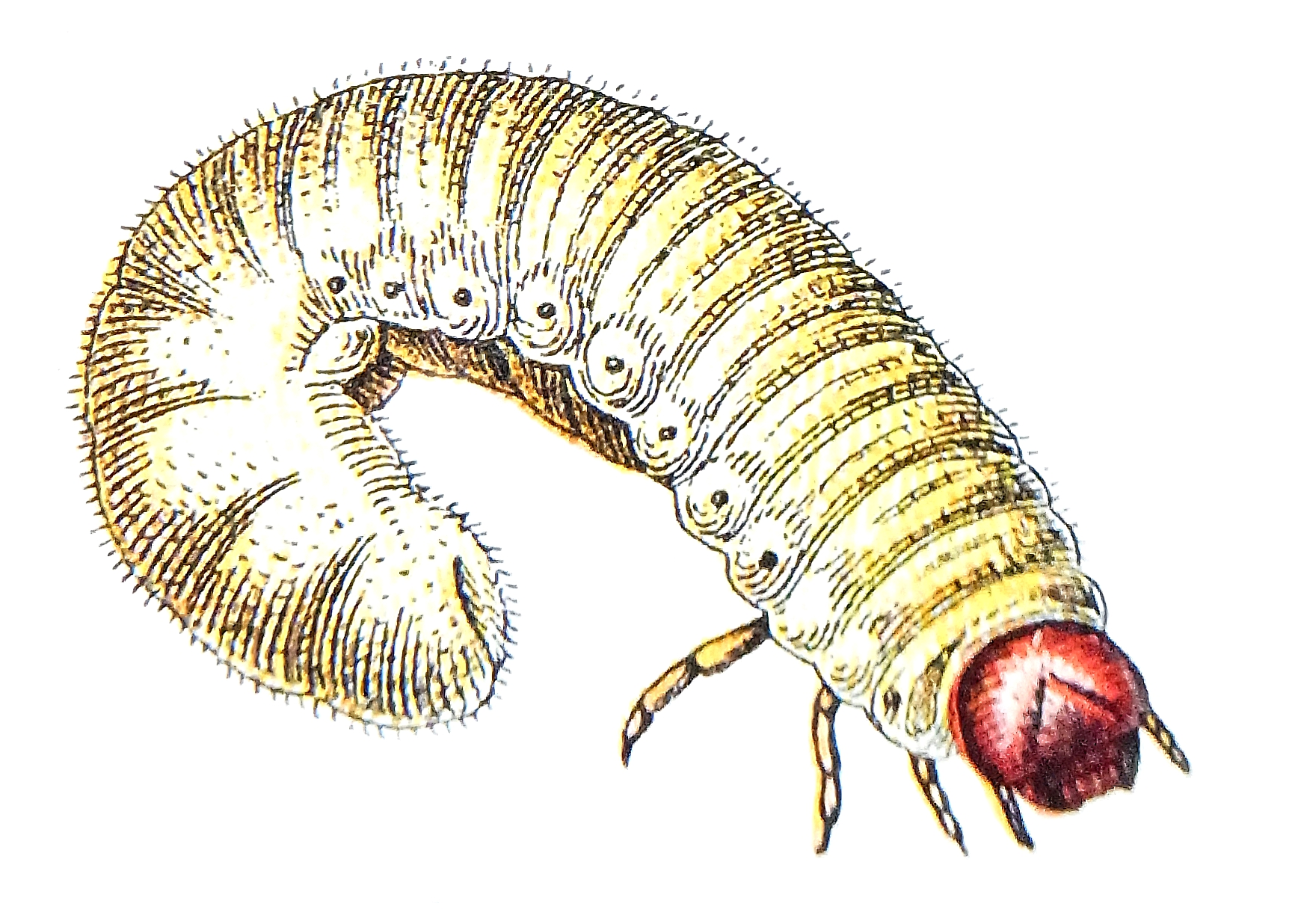
Larwa

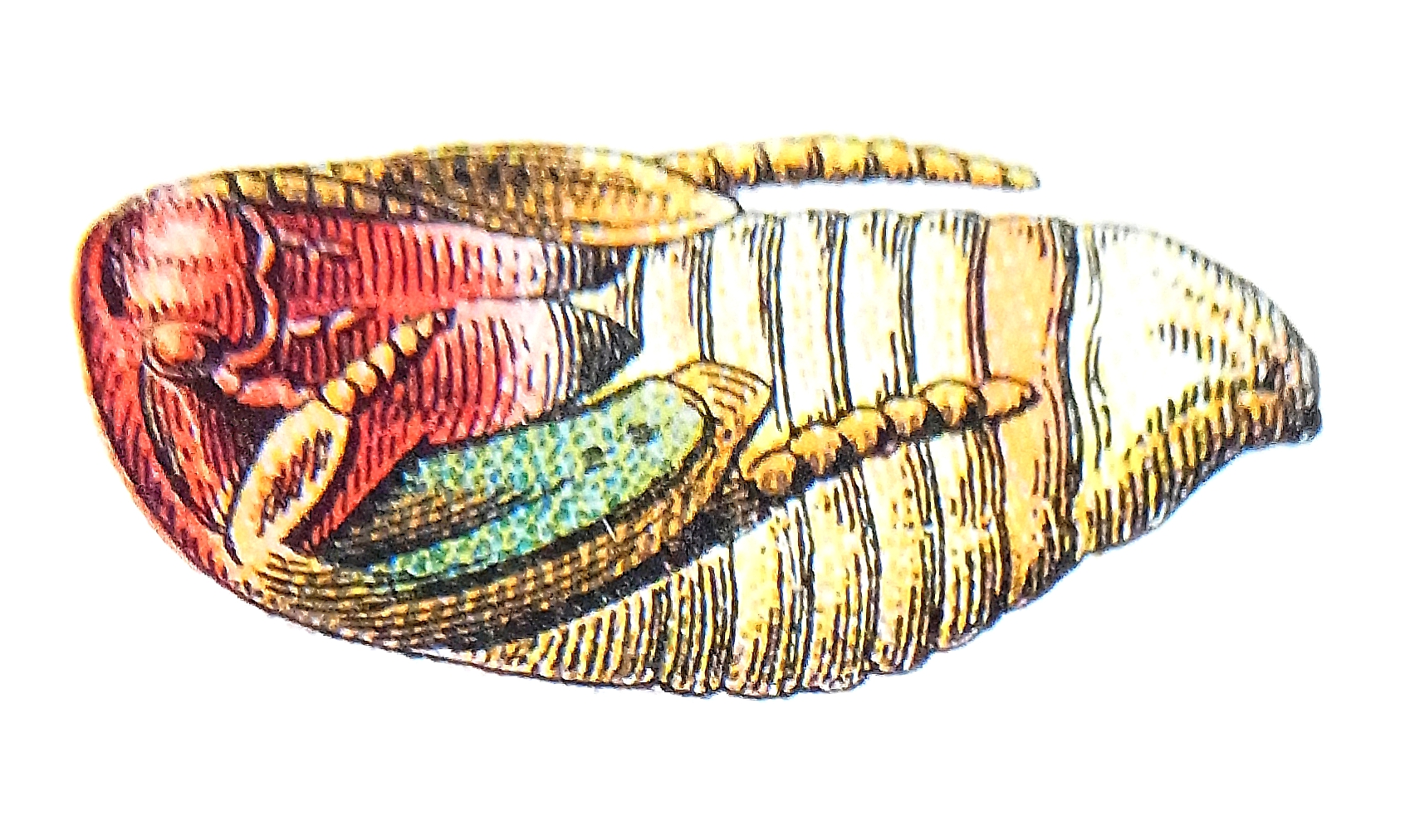
Poczwarka

Chrząszcz o ciele długości od 15 do 19 mm, słabo wypukłym. Ubarwienie ma metalicznie zielone z odcieniem czerwonawym, bordowym czy brązowym, rzadziej całkiem bordowe lub fioletowe; zwykle, ale nie zawsze, na przedpleczu, pokrywach i pygidium obecne są niewielkie, aksamitne plamki barwy białej lub kremowej. Głowa zaopatrzona jest w duży i szeroki nadustek, u samicy punktowana silniej niż u samca. Pokrywy są w niektórych miejscach nierównomiernie pomarszczone. Brak jest dobrze zaznaczonych rzędów i międzyrzędów. Pygidium w przypadku samicy jest węższe i o silniej zaznaczonych dwóch guzkach przedwierzchołkowych niż w przypadku samca. Odnóża przedniej pary u samicy mają szersze golenie i pozbawione owłosienia stopy, u samca zaś węższe golenie i kępy długich, jasnych włosków na spodzie stóp. Środkowa para odnóży ma u samicy golenie niezmodyfikowane, u samca zaś wygięte i rozszerzone ku wierzchołkom. Odwłok ma sternity gęsto porośnięte długimi włoskami u samca i rzadko porośnięte krótkimi włoskami u samicy.

## Ekologia i występowanie

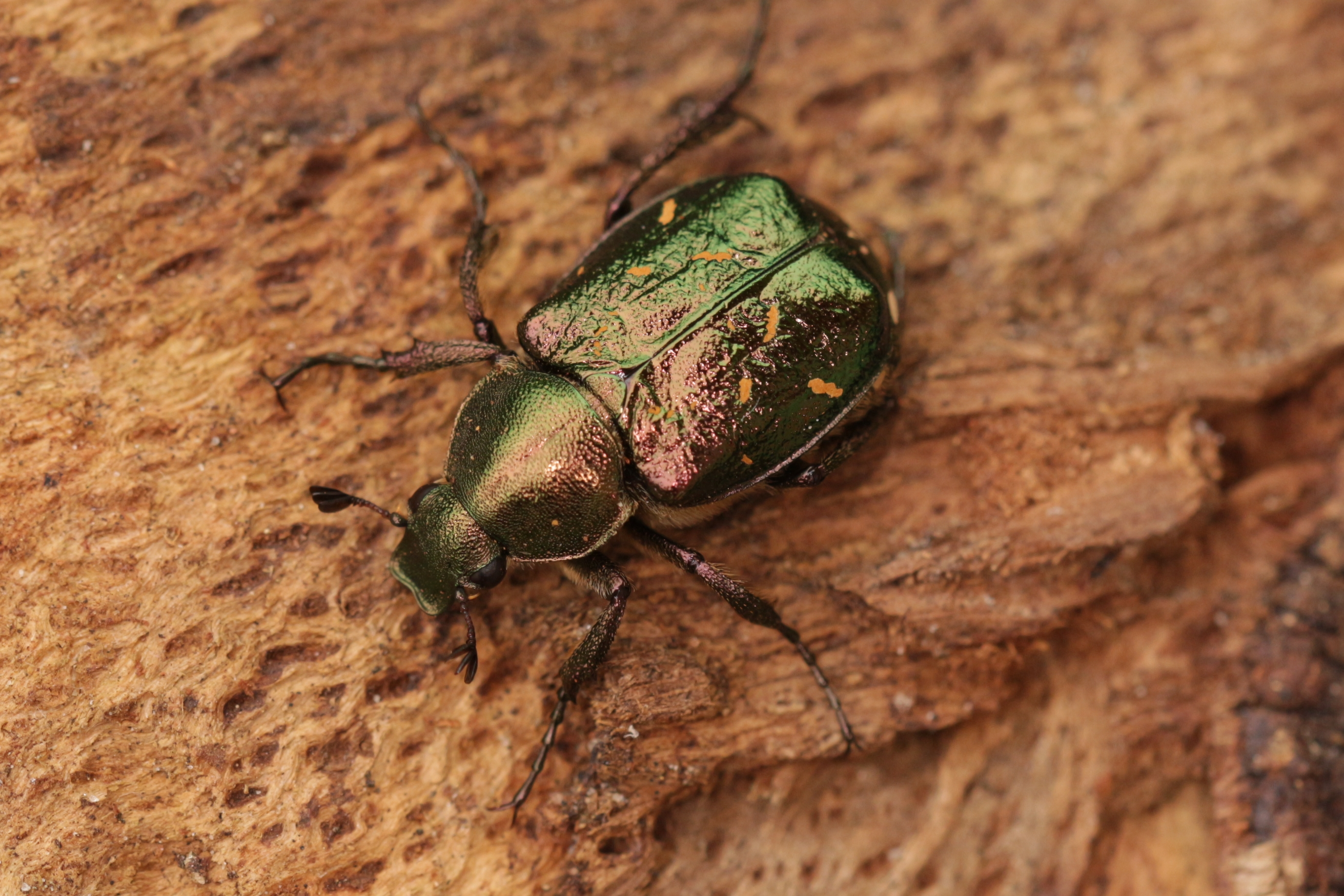
Imago na materiale lęgowym

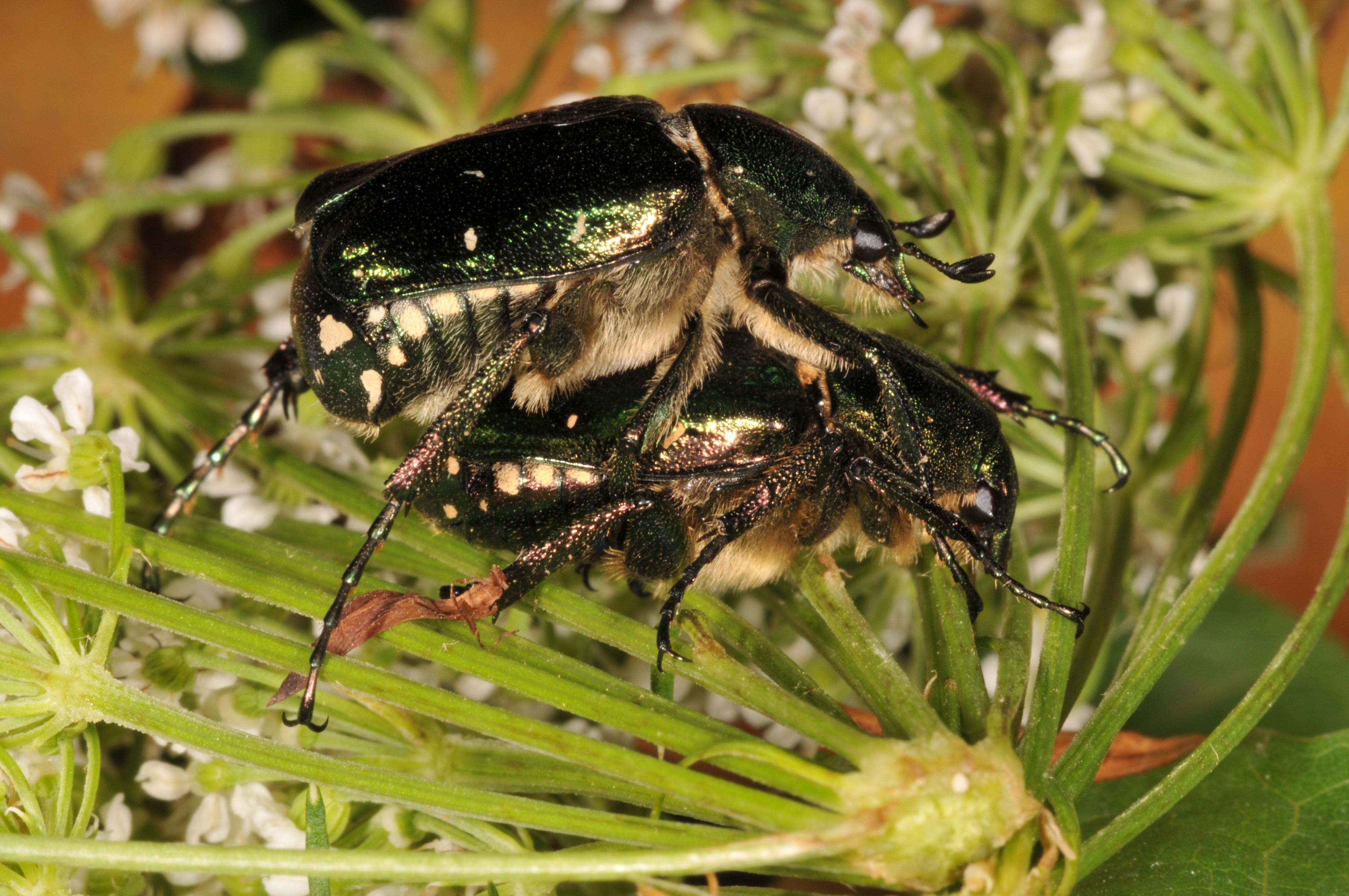
Kopulacja

Owad ten zasiedla lasy, skraje lasów i polany. Osobniki dorosłe obserwuje się od czerwca do sierpnia. Latają w dni słoneczne. Żerują na pyłku, chętnie odwiedzając duże kwiatostany krzewów i roślin zielnych takich jak bzy i selerowate. Saproksylofagiczne (kariofagiczne) pędraki przechodzą rozwój w wewnętrznych próchnowiskach i butwiejących korzeniach drzew liściastych, w tym buków.
Gatunek palearktyczny. Podgatunek nominatywny znany jest z Portugalii, Hiszpanii, Wielkiej Brytanii (z Anglii), Francji, Belgii, Holandii, Luksemburga, Niemiec, Szwajcarii, Liechtensteinu, Austrii, Włoch, Danii, Szwecji, Norwegii, Finlandii, Estonii, Łotwy, Polski, Czech, Słowacji, Węgier, Białorusi, Ukrainy, Rumunii, Bułgarii, Słowenii, Chorwacji, Bośni i Hercegowiny, Serbii, Czarnogóry, Albanii, Macedonii Północnej, Grecji oraz anatolijskiej części Turcji. W Polsce na terenach nizinnych jest lokalny, rzadko i sporadycznie spotykany, częstszy natomiast w lasach podgórskich, zwłaszcza w buczynach. Na Czerwonej liście gatunków zagrożonych Republiki Czeskiej figuruje jako gatunek narażony na wymarcie (VU).
G. n. bolshakovi ograniczony jest w zasięgu do środkowego rejonu europejskiej części Rosji, a G. n. macedonicus jest endemitem Macedonii Północnej.